# Kamalapura, Sorab
Kamalapura là một làng thuộc tehsil Sorab, huyện Shimoga, bang Karnataka, Ấn Độ.